# Корвинул
Корвинул (рум. Fotbal Club Corvinul Hunedoara) — бывший румынский футбольный клуб из города Хунедоара.

## История
Футболом в Хунедоаре занимались неорганизованно с начала 1900-х годов, его привозили молодые местные жители, которые учились в крупных городах страны или за границей, как это происходило с большинством начинаний в Трансильвании.
1921 год станет первым годом, когда между границами Королевства Румыния был организован чемпионат по футболу, который проходил в виде турнира с региональными лигами и национальным финалом. В том же году в Хунедоаре по инициативе нескольких спортивных энтузиастов во главе с Людовиком Римбашем была создана первая организованная футбольная команда, Fero Sport Hunedoara. Новый футбольный клуб действовал под патронажем местного Железного завода. Иосиф Ончу (тогдашний директор Железного завода) был избран президентом, а Людовик Римбаш занимал должность секретаря клуба и менеджера команды. Штаб-квартира компании находилась в бывшем помещении «Красного союза» на улице Северин.
Первая организованная футбольная команда Хунедоара вызвала большой энтузиазм среди местных жителей, но особенно среди работников Железного завода, которые согласились внести по 1 % от своей зарплаты на поддержку новой футбольной команды. В то же время футболисты регулярно получали премии от руководства завода и имели приоритет при приеме на работу. Таким образом, с самого начала футбольная команда имела тесную связь с местным Железным заводом, который впоследствии стал Сталелитейным заводом.